# Jan Myszkowski (zm. 1621)
Jan Myszkowski, Jan Gonzaga Myszkowski (ur. po 1591,  zm. w 1621) – ordynat  Ordynacji Myszkowskich w latach 1615-1621, starosta nowokorczyński od 1615 roku.

## Życiorys
Był najstarszym synem Zygmunta Gonzagi Myszkowskiego (założyciela ordynacji) i Elżbiety Bogusz, oraz bratem Ferdynanda i Władysława, III i IV ordynata.
Ordynacją rodową kierował jedynie przez 6 lat. Zmarł w wieku około 30 lat nie pozostawiwszy potomka, przez co kolejnym ordynatem został nie jego syn lecz brat Ferdynand Myszkowski.